# Virág Vörös
Virág Vörös (ur. 12 lipca 1999 w Szombathely) – węgierska skoczkini narciarska. Reprezentantka kraju. Uczestniczka mistrzostw świata seniorów (2015) i juniorów (2015), a także zimowych igrzysk olimpijskich młodzieży (2016) i zimowego olimpijskiego festiwalu młodzieży Europy (2015). Dwukrotna mistrzyni kraju seniorek z 2015 roku. Trzecia zawodniczka Pucharu Karpat w sezonie 2015/2016.
Nieoficjalna rekordzistka Węgier w długości skoku narciarskiego kobiet i pierwsza skoczkini z tego kraju, która zdobywała punkty w oficjalnych cyklach zawodów międzynarodowych rozgrywanych pod egidą FIS, a także pierwsza, która zajęła miejsce na podium klasyfikacji generalnej takiego cyklu.

## Przebieg kariery

### Sezon 2013/2014
Vörös zadebiutowała w oficjalnych zawodach międzynarodowych rozgrywanych pod egidą FIS w lutym 2014 roku w rumuńskim Râșnovie, gdzie wzięła udział w czterech konkursach – dwóch Pucharu Karpat i dwóch FIS Cupu.
W rozegranych 19 i 20 lutego zawodach Pucharu Karpat dwukrotnie uplasowała się w pierwszej dziesiątce – w pierwszym konkursie zajęła 8. miejsce, wyprzedzając jedną rywalkę, a w drugim uplasowała się na 6. pozycji, pokonując siedem zawodniczek. Dzięki zgromadzonym wówczas 72 punktom została sklasyfikowana na 12. miejscu w klasyfikacji generalnej tego cyklu w sezonie 2013/2014.
Z kolei w konkursach FIS Cupu zajęła pozycje w drugiej dziesiątce – 21 lutego była 13., wyprzedzając trzy zawodniczki, a dzień później uplasowała się na 14. pozycji, pokonując dwie rywalki. W obu startach zgromadziła łącznie 38 punktów, co pozwoliło jej zająć 47. miejsce w klasyfikacji generalnej tego cyklu w sezonie 2013/2014.
Starty w Râșnovie były jednocześnie jej jedynymi na arenie międzynarodowej w sezonie 2013/2014.

### Sezon 2014/2015
W sezonie letnim 2014 Vörös wystąpiła w dwóch oficjalnych konkursach rozgrywanych pod egidą FIS. 9 sierpnia 2014 roku w Hinterzarten zajęła ostatnie, 22. miejsce w FIS Cupie, a dzień w zawodach tej samej rangi została zdyskwalifikowana. Dzięki zdobytym wówczas 9 punktom została sklasyfikowana na 63. pozycji w klasyfikacji generalnej FIS Cupu w sezonie 2014/2015.
Ponownie na starcie oficjalnych zawodów międzynarodowych Vörös pojawiła się na przełomie stycznia i lutego 2015 roku. 27 stycznia 2015 roku, po skokach na odległość 45,5 i 45 metrów, zajęła 25. pozycję w Zimowym Olimpijskim Festiwalu Młodzieży Europy 2015, wyprzedzając pięć rywalek.
5 lutego 2015 roku wystartowała w konkursie indywidualnym kobiet podczas mistrzostw świata juniorek, zajmując ostatnie, 32. miejsce, skacząc 55 metrów, 20,5 metra krócej od przedostatniej Joanny Szwab.
19 lutego 2015 roku wzięła udział w kwalifikacjach do konkursu indywidualnego kobiet w ramach mistrzostw świata seniorów. Po skoku na odległość 57 metrów zajęła ostatnią, 34. pozycję, tracąc do ostatniego premiowanego awansem do konkursu głównego, 30. miejsca niespełna 35 punktów i odpadając z dalszej rywalizacji.
W każdej z trzech imprez mistrzowskich w jakich Vörös wystartowała w sezonie 2014/2015 (zimowy olimpijski festiwal młodzieży Europy oraz mistrzostwa świata juniorów i seniorów) była pierwszą w historii węgierską skoczkinią, która stanęła na starcie zawodów tej rangi.
Start w mistrzostwach świata seniorów był jednocześnie jej ostatnim na arenie międzynarodowej w sezonie 2014/2015.

### Sezon 2015/2016
W sezonie letnim 2015 roku Vörös wzięła udział w sześciu oficjalnych konkursach rozgrywanych pod egidą FIS. W sierpniu 2015 roku wystartowała w dwóch konkursach FIS Cupu w Szczyrku – 29 sierpnia zajęła 9. pozycję, wyprzedzając cztery rywalki, a dzień później była 12., pokonując trzy zawodniczki.
Z kolei we wrześniu 2015 roku wystartowała w czterech konkursach w Râșnovie – dwóch Pucharu Karpat i dwóch FIS Cupu. 24 września w zawodach Pucharu Karpat stanęła na podium, zajmując, ex aequo z Cariną Militaru, 2. miejsce, przegrywając tylko z Kingą Rajdą, a dzień później była czwarta, pokonując szesnaście rywalek. Zdobyła wówczas 130 punktów, które pozwoliły jej zająć 3. pozycję w klasyfikacji generalnej Pucharu Karpat w sezonie 2015/2016. Dzięki temu osiągnięciu została pierwszą w historii węgierską skoczkinią, która stanęła na podium klasyfikacji generalnej oficjalnego cyklu zawodów międzynarodowych rozgrywanego pod egidą FIS.
W konkursach FIS Cupu w Râșnovie dwukrotnie uplasowała się w pierwszej dziesiątce – 26 września była 9., pokonując dziewięć rywalek, a dzień później zajęła 7. miejsce, wyprzedzając 11 zawodniczek. W sumie w 4 startach w Szczyrku i Râșnovie zgromadziła 116 punktów, które pozwoliły jej zająć 15. pozycję w klasyfikacji generalnej FIS Cupu w sezonie 2015/2016.
30 października 2015 roku Vörös w Planicy, podczas mistrzostw kraju zdobyła dwa złote medale (w konkursach indywidualnych na skoczniach K-56 i K-72).
W sezonie zimowym 2015/2016 wystartowała tylko raz w oficjalnych zawodach międzynarodowych rozgrywanych pod egidą FIS. 16 lutego 2016 roku w konkursie indywidualnym dziewcząt podczas zimowych igrzysk olimpijskich młodzieży, po dwóch skokach na odległość 62,5 metra, zajęła ostatnią, 13. pozycję, tracąc 35 punktów do przedostatniej Logan Sankey. Została również wybrana do reprezentacji Węgier na mistrzostwa świata juniorów, jednak, podobnie jak Péter Kelemen i Kristóf Molnár, którzy także znaleźli się w tym składzie, ostatecznie nie została zgłoszona do tych zawodów.

### Sezon 2016/2017
We wrześniu 2016 doznała poważnej kontuzji kolana, w wyniku której opuściła cały sezon zimowy 2016/2017, a do rywalizacji powróciła dopiero latem 2017.
24 listopada 2021 roku Virág Vörös ogłosiła zakończenie kariery sportowej.

## Mistrzostwa świata
| Miejsce | Dzień     | Rok  | Miejscowość | Skocznia                   | Punkt K | HS     | Konkurs | Skok 1                  | Skok 2                  | Nota                    | Strata                  | Zwycięzca    |
| ------- | --------- | ---- | ----------- | -------------------------- | ------- | ------ | ------- | ----------------------- | ----------------------- | ----------------------- | ----------------------- | ------------ |
| NQ      | 20 lutego | 2015 | Falun       | Lugnet                     | K-90    | HS-100 | ind.    | nie zakwalifikowała się | nie zakwalifikowała się | nie zakwalifikowała się | nie zakwalifikowała się | Carina Vogt  |
| NQ      | 27 lutego | 2019 | Seefeld     | Toni-Seelos-Olympiaschanze | K-99    | HS-109 | ind.    | nie zakwalifikowała się | nie zakwalifikowała się | nie zakwalifikowała się | nie zakwalifikowała się | Maren Lundby |
| NQ      | 25 lutego | 2021 | Oberstdorf  | Schattenbergschanze        | K-95    | HS-106 | ind.    | nie zakwalifikowała się | nie zakwalifikowała się | nie zakwalifikowała się | nie zakwalifikowała się | Ema Klinec   |
| NQ      | 3 marca   | 2021 | Oberstdorf  | Schattenbergschanze        | K-120   | HS-137 | ind.    | nie zakwalifikowała się | nie zakwalifikowała się | nie zakwalifikowała się | nie zakwalifikowała się | Maren Lundby |

## Mistrzostwa świata juniorów
| Miejsce | Dzień       | Rok  | Miejscowość | Skocznia           | Punkt K | HS     | Konkurs | Skok 1 | Skok 2 | Nota     | Strata    | Zwycięzca       |
| ------- | ----------- | ---- | ----------- | ------------------ | ------- | ------ | ------- | ------ | ------ | -------- | --------- | --------------- |
| 32.     | 5 lutego    | 2015 | Ałmaty      | Gornyj Gigant      | K-95    | HS-106 | ind.    | 55,0 m | –      | 19,9 pkt | 207,6 pkt | Sofja Tichonowa |
| 38.     | 2 lutego    | 2018 | Kandersteg  | Lötschberg-Schanze | K-95    | HS-106 | ind.    | 73,0 m | –      | 57,8 pkt | 204,8 pkt | Nika Križnar    |
| 44.     | 24 stycznia | 2019 | Lahti       | Salpausselkä       | K-90    | HS-100 | ind.    | 72,0 m | –      | 77,8 pkt | 175,3 pkt | Anna Szpyniowa  |

## Zimowe igrzyska olimpijskie młodzieży
| Miejsce | Dzień     | Rok  | Miejscowość | Skocznia       | Punkt K | HS     | Konkurs | Skok 1 | Skok 2 | Nota     | Strata    | Zwycięzca  |
| ------- | --------- | ---- | ----------- | -------------- | ------- | ------ | ------- | ------ | ------ | -------- | --------- | ---------- |
| 13.     | 16 lutego | 2016 | Lillehammer | Lysgårdsbakken | K-90    | HS-100 | ind.    | 62,5 m | 62,5 m | 89,5 pkt | 159,8 pkt | Ema Klinec |

## Zimowy olimpijski festiwal młodzieży Europy
| Miejsce | Dzień       | Rok  | Miejscowość | Skocznia                   | Punkt K | HS    | Konkurs | Skok 1 | Skok 2 | Nota      | Strata   | Zwycięzca       |
| ------- | ----------- | ---- | ----------- | -------------------------- | ------- | ----- | ------- | ------ | ------ | --------- | -------- | --------------- |
| 22.     | 27 stycznia | 2015 | Tschagguns  | Montafoner Schanzenzentrum | K-60    | HS-66 | ind.    | 45,5 m | 45,0 m | 133,2 pkt | 93,9 pkt | Sofja Tichonowa |

## Puchar Świata

### Miejsca w klasyfikacji generalnej
| Sezon     | Miejsce |
| --------- | ------- |
| 2019/2020 | 42.     |

### Miejsca w poszczególnych konkursachPucharu Świata
| Sezon 2017/2018                                                                                      |             |                  |                  |            |            |            |        |        |             |             |             |             |            |             |             |            |        |             |           |             |             |             |             |        |        |        |        |        |        |        |        |        |        |        |
| Lillehammer                                                                                          | Lillehammer | Lillehammer      | Hinterzarten     | Sapporo    | Sapporo    | Zaō        | Zaō    | Ljubno | Ljubno      | Râșnov      | Râșnov      | Oslo        | Oberstdorf | Oberstdorf  | punkty      | punkty     | punkty | punkty      | punkty    | punkty      | punkty      | punkty      | punkty      | punkty | punkty | punkty | punkty | punkty | punkty | punkty | punkty | punkty | punkty |        |
| q | q           | -                | -                | -          | -          | -          | -      | q      | q           | q           | q           | -           | -          | -           | 0           | 0          | 0      | 0           | 0         | 0           | 0           | 0           | 0           | 0      | 0      | 0      | 0      | 0      | 0      | 0      | 0      | 0      | 0      |        |
| Sezon 2018/2019                                                                                      |             |                  |                  |            |            |            |        |        |             |             |             |             |            |             |             |            |        |             |           |             |             |             |             |        |        |        |        |        |        |        |        |        |        |        |
| Lillehammer                                                                                          | Lillehammer | Lillehammer      | Prémanon         | Prémanon   | Sapporo    | Sapporo    | Zaō    | Zaō    | Râșnov      | Râșnov      | Hinzenbach  | Hinzenbach  | Ljubno     | Ljubno      | Oberstdorf  | Oberstdorf | Oslo   | Lillehammer | Trondheim | Niżny Tagił | Niżny Tagił | Czajkowskij | Czajkowskij | punkty |        |        |        |        |        |        |        |        |        |        |
| q | q           | q                | q                | q          | -          | -          | -      | -      | -           | -           | q           | q           | q          | 54          | -           | -          | -      | -           | -         | -           | -           | -           | -           | 0      |        |        |        |        |        |        |        |        |        |        |
| Sezon 2019/2020                                                                                      |             |                  |                  |            |            |            |        |        |             |             |             |             |            |             |             |            |        |             |           |             |             |             |             |        |        |        |        |        |        |        |        |        |        |        |
| Lillehammer                                                                                          | Lillehammer | Klingenthal      | Sapporo          | Sapporo    | Zaō        | Zaō        | Râșnov | Râșnov | Oberstdorf  | Oberstdorf  | Hinzenbach  | Hinzenbach  | Ljubno     | Lillehammer | Lillehammer | punkty     | punkty | punkty      | punkty    | punkty      | punkty      | punkty      | punkty      | punkty | punkty | punkty | punkty | punkty | punkty | punkty | punkty | punkty | punkty | punkty |
| q | q           | 37               | q                | q          | q          | 38         | 30     | 34     | 29          | 32          | 29          | 30          | 25         | -           | -           | 12         | 12     | 12          | 12        | 12          | 12          | 12          | 12          | 12     | 12     | 12     | 12     | 12     | 12     | 12     | 12     | 12     | 12     | 12     |
| Sezon 2020/2021                                                                                      |             |                  |                  |            |            |            |        |        |             |             |             |             |            |             |             |            |        |             |           |             |             |             |             |        |        |        |        |        |        |        |        |        |        |        |
| Ramsau                                                                                               | Ljubno      | Titisee-Neustadt | Titisee-Neustadt | Hinzenbach | Hinzenbach | Hinzenbach | Râșnov | Râșnov | Niżny Tagił | Niżny Tagił | Czajkowskij | Czajkowskij | punkty     | punkty      | punkty      | punkty     | punkty | punkty      | punkty    | punkty      | punkty      | punkty      | punkty      | punkty | punkty | punkty | punkty | punkty | punkty | punkty | punkty |        |        |        |
| q | q           | -                | -                | q          | q          | 40         | -      | -      | -           | -           | -           | -           | 0          | 0           | 0           | 0          | 0      | 0           | 0         | 0           | 0           | 0           | 0           | 0      | 0      | 0      | 0      | 0      | 0      | 0      | 0      |        |        |        |
| Legenda                                                                                              |             |                  |                  |            |            |            |        |        |             |             |             |             |            |             |             |            |        |             |           |             |             |             |             |        |        |        |        |        |        |        |        |        |        |        |
| 1 2 3 4-10 11-30 poniżej 30 q – zawodniczka nie zakwalifikowała się - – zawodniczka nie wystartowała |             |                  |                  |            |            |            |        |        |             |             |             |             |            |             |             |            |        |             |           |             |             |             |             |        |        |        |        |        |        |        |        |        |        |        |

## Letnie Grand Prix

### Miejsca w klasyfikacji generalnej
| Sezon | Miejsce |
| ----- | ------- |
| 2019  | 36.     |

### Miejsca w poszczególnych konkursachLGP
| 2017                                                                                                 |                  |                  |                   |                   |                   |                   |        |        |        |        |        |        |        |
| Courchevel 11.08                                                                                     | Frenštát 18.08   | Frenštát 19.08   | Czajkowskij 09.09 | Czajkowskij 10.09 | punkty            | punkty            | punkty | punkty | punkty | punkty | punkty | punkty | punkty |
| - | -                | -                | q                 | q                 | 0                 | 0                 | 0      | 0      | 0      | 0      | 0      | 0      | 0      |
| 2019                                                                                                 |                  |                  |                   |                   |                   |                   |        |        |        |        |        |        |        |
| Hinterzarten 26.07                                                                                   | Courchevel 09.08 | Frenštát 18.08   | punkty            | punkty            | punkty            | punkty            | punkty | punkty | punkty | punkty | punkty |        |        |
| - | -                | 23               | 8                 | 8                 | 8                 | 8                 | 8      | 8      | 8      | 8      | 8      |        |        |
| 2021                                                                                                 |                  |                  |                   |                   |                   |                   |        |        |        |        |        |        |        |
| Wisła 17.07                                                                                          | Wisła 18.07      | Courchevel 06.08 | Frenštát 15.08    | Czajkowskij 11.09 | Czajkowskij 12.09 | Klingenthal 02.10 | punkty |        |        |        |        |        |        |
| - | -                | -                | q                 | -                 | -                 | -                 | 0      |        |        |        |        |        |        |
| Legenda                                                                                              |                  |                  |                   |                   |                   |                   |        |        |        |        |        |        |        |
| 1 2 3 4-10 11-30 poniżej 30 q – zawodniczka nie zakwalifikowała się - – zawodniczka nie wystartowała |                  |                  |                   |                   |                   |                   |        |        |        |        |        |        |        |

## Puchar Kontynentalny

### Miejsca w klasyfikacji generalnej
| Sezon     | Miejsce |
| --------- | ------- |
| 2017/2018 | 58.     |
| 2018/2019 | 53.     |

### Miejsca w poszczególnych konkursachPucharu Kontynentalnego
| Sezon 2017/2018                                              |          |         |         |            |            |        |
| Notodden                                                     | Notodden | Planica | Planica | Brotterode | Brotterode | punkty |
| -                                                            | -        | 32      | 27      | -          | -          | 4      |
| Sezon 2018/2019                                              |          |         |         |            |            |        |
| Notodden                                                     | Notodden | Planica | Planica | Brotterode | Brotterode | punkty |
| -                                                            | -        | 26      | 28      | -          | -          | 8      |
| Legenda                                                      |          |         |         |            |            |        |
| 1 2 3 4-10 11-30 poniżej 30 - – zawodniczka nie wystartowała |          |         |         |            |            |        |

## Letni Puchar Kontynentalny

### Miejsca w klasyfikacji generalnej
| Sezon | Miejsce |
| ----- | ------- |
| 2016  | 51.     |
| 2017  | 38.     |
| 2019  | 11.     |

### Miejsca w poszczególnych konkursachLetniego Pucharu Kontynentalnego
| 2016                                                         |                |             |           |             |        |        |        |        |        |        |        |        |        |        |
| Oberwiesenthal                                               | Oberwiesenthal | Lillehammer | punkty    | punkty      | punkty | punkty | punkty | punkty | punkty | punkty | punkty |        |        |        |
| 29                                                           | 36             | -           | 2         | 2           | 2      | 2      | 2      | 2      | 2      | 2      | 2      |        |        |        |
| 2017                                                         |                |             |           |             |        |        |        |        |        |        |        |        |        |        |
| Oberwiesenthal                                               | Oberwiesenthal | Trondheim   | Trondheim | punkty      | punkty | punkty | punkty | punkty | punkty | punkty | punkty | punkty |        |        |
| -                                                            | -              | 24          | 25        | 13          | 13     | 13     | 13     | 13     | 13     | 13     | 13     | 13     |        |        |
| 2019                                                         |                |             |           |             |        |        |        |        |        |        |        |        |        |        |
| Szczuczyńsk                                                  | Szczuczyńsk    | Szczyrk     | Szczyrk   | Lillehammer | Stams  | Stams  | punkty |        |        |        |        |        |        |        |
| -                                                            | -              | 5           | 5         | -           | 14     | 18     | 121    |        |        |        |        |        |        |        |
| 2021                                                         |                |             |           |             |        |        |        |        |        |        |        |        |        |        |
| Kuopio                                                       | Kuopio         | Râșnov      | Râșnov    | Oslo        | Oslo   | punkty | punkty | punkty | punkty | punkty | punkty | punkty | punkty | punkty |
| -                                                            | -              | 36          | 37        | -           | -      | 0      | 0      | 0      | 0      | 0      | 0      | 0      | 0      | 0      |
| Legenda                                                      |                |             |           |             |        |        |        |        |        |        |        |        |        |        |
| 1 2 3 4-10 11-30 poniżej 30 - − zawodniczka nie wystartowała |                |             |           |             |        |        |        |        |        |        |        |        |        |        |

## FIS Cup

### Miejsca w klasyfikacji generalnej
| Sezon     | Miejsce |
| --------- | ------- |
| 2013/2014 | 47.     |
| 2014/2015 | 63.     |
| 2015/2016 | 15.     |
| 2017/2018 | 65.     |
| 2018/2019 | 18.     |
| 2019/2020 | 12.     |

### Miejsca na podium w konkursach FIS Cup
| Lp. | Dzień       | Rok  | Miejscowość | Skocznia                    | Punkt K | HS    | Skok 1 | Skok 2 | Nota      | Lokata | Strata   | Zwycięzca          |
| --- | ----------- | ---- | ----------- | --------------------------- | ------- | ----- | ------ | ------ | --------- | ------ | -------- | ------------------ |
| 1.  | 24 sierpnia | 2019 | Râșnov      | Trambulina Valea Cărbunării | K-90    | HS-97 | 89,5 m | 87,5 m | 179,4 pkt | 3.     | 33,5 pkt | Daniela Haralambie |

### Miejsca w poszczególnych konkursachFIS Cup
| Sezon 2013/2014                                                                   |         |              |              |          |          |           |           |              |              |                |                |           |           |         |         |        |        |        |        |        |        |        |        |        |        |        |        |        |        |        |        |
| Villach                                                                           | Villach | Frenštát     | Frenštát     | Râșnov   | Râșnov   | Râșnov    | Râșnov    | punkty       | punkty       | punkty         | punkty         | punkty    | punkty    | punkty  | punkty  | punkty | punkty | punkty | punkty | punkty | punkty | punkty | punkty | punkty | punkty | punkty |        |        |        |        |        |
| -                                                                                 | -       | -            | -            | -        | -        | 13        | 14        | 38           | 38           | 38             | 38             | 38        | 38        | 38      | 38      | 38     | 38     | 38     | 38     | 38     | 38     | 38     | 38     | 38     | 38     | 38     |        |        |        |        |        |
| Sezon 2014/2015                                                                   |         |              |              |          |          |           |           |              |              |                |                |           |           |         |         |        |        |        |        |        |        |        |        |        |        |        |        |        |        |        |        |
| Villach                                                                           | Villach | Hinterzarten | Hinterzarten | Frenštát | Frenštát | Râșnov    | Râșnov    | Hinterzarten | Hinterzarten | punkty         | punkty         | punkty    | punkty    | punkty  | punkty  | punkty | punkty | punkty | punkty | punkty | punkty | punkty | punkty | punkty | punkty | punkty | punkty | punkty |        |        |        |
| -                                                                                 | -       | 22           | dq           | -        | -        | -         | -         | -            | -            | 9              | 9              | 9         | 9         | 9       | 9       | 9      | 9      | 9      | 9      | 9      | 9      | 9      | 9      | 9      | 9      | 9      | 9      | 9      |        |        |        |
| Sezon 2015/2016                                                                   |         |              |              |          |          |           |           |              |              |                |                |           |           |         |         |        |        |        |        |        |        |        |        |        |        |        |        |        |        |        |        |
| Villach                                                                           | Villach | Szczyrk      | Szczyrk      | Râșnov   | Râșnov   | Harrachov | Harrachov | punkty       | punkty       | punkty         | punkty         | punkty    | punkty    | punkty  | punkty  | punkty | punkty | punkty | punkty | punkty | punkty | punkty | punkty | punkty | punkty | punkty |        |        |        |        |        |
| -                                                                                 | -       | 9            | 12           | 9        | 7        | -         | -         | 116          | 116          | 116            | 116            | 116       | 116       | 116     | 116     | 116    | 116    | 116    | 116    | 116    | 116    | 116    | 116    | 116    | 116    | 116    |        |        |        |        |        |
| Sezon 2017/2018                                                                   |         |              |              |          |          |           |           |              |              |                |                |           |           |         |         |        |        |        |        |        |        |        |        |        |        |        |        |        |        |        |        |
| Villach                                                                           | Villach | Kandersteg   | Kandersteg   | Râșnov   | Râșnov   | Whistler  | Whistler  | Rastbüchl    | Rastbüchl    | Villach        | Villach        | Falun     | punkty    | punkty  | punkty  | punkty | punkty | punkty | punkty | punkty | punkty | punkty | punkty | punkty | punkty | punkty | punkty | punkty | punkty | punkty | punkty |
| -                                                                                 | -       | -            | -            | -        | -        | -         | -         | 25           | 20           | 21             | 22             | -         | 36        | 36      | 36      | 36     | 36     | 36     | 36     | 36     | 36     | 36     | 36     | 36     | 36     | 36     | 36     | 36     | 36     | 36     | 36     |
| Sezon 2018/2019                                                                   |         |              |              |          |          |           |           |              |              |                |                |           |           |         |         |        |        |        |        |        |        |        |        |        |        |        |        |        |        |        |        |
| Villach                                                                           | Villach | Szczyrk      | Szczyrk      | Râșnov   | Râșnov   | Park City | Park City | Rastbüchl    | Rastbüchl    | Villach        | Villach        | punkty    | punkty    | punkty  | punkty  | punkty | punkty | punkty | punkty | punkty | punkty | punkty | punkty | punkty | punkty | punkty | punkty | punkty | punkty | punkty |        |
| -                                                                                 | -       | -            | -            | 4        | 7        | -         | -         | -            | -            | 10             | 8              | 144       | 144       | 144     | 144     | 144    | 144    | 144    | 144    | 144    | 144    | 144    | 144    | 144    | 144    | 144    | 144    | 144    | 144    | 144    |        |
| Sezon 2019/2020                                                                   |         |              |              |          |          |           |           |              |              |                |                |           |           |         |         |        |        |        |        |        |        |        |        |        |        |        |        |        |        |        |        |
| Szczyrk                                                                           | Szczyrk | Szczuczyńsk  | Szczuczyńsk  | Ljubno   | Ljubno   | Râșnov    | Râșnov    | Villach      | Villach      | Oberwiesenthal | Oberwiesenthal | Rastbüchl | Rastbüchl | Villach | Villach | punkty |        |        |        |        |        |        |        |        |        |        |        |        |        |        |        |
| -                                                                                 | -       | -            | -            | 6        | 6        | 3         | 4         | 10           | 9            | -              | -              | -         | -         | -       | -       | 245    |        |        |        |        |        |        |        |        |        |        |        |        |        |        |        |
| Legenda                                                                           |         |              |              |          |          |           |           |              |              |                |                |           |           |         |         |        |        |        |        |        |        |        |        |        |        |        |        |        |        |        |        |
| 1 2 3 4-10 11-30 poniżej 30 dq – dyskwalifikacja - − zawodniczka nie wystartowała |         |              |              |          |          |           |           |              |              |                |                |           |           |         |         |        |        |        |        |        |        |        |        |        |        |        |        |        |        |        |        |